# The Halfway House
The Halfway House è un film drammatico del 1944 diretto da Basil Dearden.
Oltre ad essere ispirato all'opera teatrale del 1940 The Peaceful Inn di Denis Ogden, il film fa anche riferimento ad un fatto accaduto durante la seconda guerra mondiale. Il villaggio gallese di Cwmbach venne colpito da una bomba sganciata dalla Luftwaffe che distrusse una locanda, uccidendo solo il proprietario e sua figlia, evento che non ha mai trovato una spiegazione dato che la remota zona rurale non venne mai identificata come oggetto di raid aerei.
Il British Film Institute, la maggiore istituzione cinematografica britannica, lo ha definito «uno dei primi modelli di ciò che sarebbe diventato il tradizionale "stile Ealing"».

## Trama
Viaggiatori di diverse provenienze si ritrovano per una breve vacanza in una misteriosa locanda nella campagna gallese. Ad accoglierli ci sono l'albergatore Rhys e sua figlia Gwyneth, ma l'atmosfera appare subito misteriosa anche perché tutti i giornali risalgono all'anno prima.

## Location
Oltre alle sequenze girate agli Ealing Studios di Londra, tra i luoghi delle riprese ci sono il monastero di Barlynch a Dulverton (la locanda), la stazione di East Anstey nel Devon e Porlock Hill nel Somerset.

## Distribuzione
Dopo l'anteprima del 14 aprile 1944 a Londra, il film venne distribuito nelle sale cinematografiche inglesi a partire dal 5 giugno.

### Date di uscita
- Regno Unito (The Halfway House) - 5 giugno 1944
- Svezia (Mellan två världar) - 1 ottobre 1944
- USA (The Halfway House) - 12 agosto 1945
- Finlandia (Majatalo) - 14 ottobre 1945
- Danimarca (Halvvejs-huset) - 19 novembre 1945
- Francia (L'auberge fantôme) - 5 febbraio 1952

## Critica
La recensione apparsa sul Times del 17 aprile 1944 riportava : «Il film ottiene i suoi effetti in modo sfuggente quando sembra almeno sforzarsi di ottenerli, e un "brivido" occasionale si ottiene con sottili tocchi di regia che illuminano non solo la profondità della tensione umana e dell'infelicità, ma anche in maniera discreta la loro causa, la guerra».
Sul sito Flickering Myth il film è giudicato «un classico del cinema britannico incompreso e passato inosservato», mentre nel libro Forever Ealing: A Celebration of the Great British Film Studio, George Perry ha scritto: «Non importa quanto sia ben recitato, la fantasia è difficile da sostenere e non va mai al di là del dramma allegorico».